# 貝加爾湖茴魚
貝加爾湖茴魚，為輻鰭魚綱鮭形目鮭科的其中一種，為溫帶淡水魚，分布於俄羅斯貝加爾湖及其支流流域，體長可達35公分，棲息在礫石底質淺水域，以昆蟲幼蟲等為食，生活習性不明。

## 擴展閱讀
維基物種上的相關：貝加爾湖茴魚